# Placencia
Placencia est un petit village situé dans le district de Stann Creek au Belize.

## Histoire
Avant la colonisation européenne des Amériques, la péninsule de Placencia était habitée par les Mayas. Des preuves archéologiques suggèrent que les Mayas de cette région produisaient du sel et l'échangeaient avec d'autres colonies le long de la côte.
Au 17e siècle, Placencia fut colonisée par des puritains anglais, originaires de la Nouvelle-Écosse et de l'île de la Providence. Cette colonie s'est éteinte pendant les guerres d'indépendance hispano-américaines dans les années 1820.
La péninsule de Placencia a été repeuplée à la fin des années 1800 par plusieurs familles. Placencia a prospéré et est rapidement devenue un village, tirant sa subsistance de la mer.
Les Espagnols qui ont parcouru la côte sud du Belize ont donné son nom à Placencia. À cette époque, Placencia s'appelait Placentia, la pointe étant appelée Punta Placentia, ou Pleasant Point.
À la fin du 20e siècle, le village est devenu une destination touristique importante et est maintenant appelé le village de Placencia, ou simplement Placencia.
Le 8 octobre 2001, l'ouragan Iris a frappé le sud du Belize avec des vents de plus de 230km/h causant des dommages majeurs à près de 95% des bâtiments de Placencia. De nombreux promoteurs ont profité de la chute de la valeur immobilière et du développement accru de la péninsule et de Placencia proprement dite, ainsi que de la valeur de la propriété.

## Géographie
La côte est de la péninsule est une longue étendue de plage de sable blanc et de mangrove par endroits. La côte ouest est délimité par une longue baie étroite de la mer des Caraïbes orientée nord-sud. Les villages sur la péninsule de 18 milles de long du nord au sud comprennent Riversdale Village , Maya Beach Village , le village Garifuna de Seine Bight et enfin, Placencia Village. Placencia, le village le plus au sud de la péninsule, est desservi par un aérodrome.

## Démographie
Le village abrite 1 512 résidents permanents selon le recensement de 2010, tandis que la péninsule de Placencia abrite 3 458 résidents permanents, qui comprennent des citoyens et des expatriés.

## Attractions
- Placencia , était autrefois un village de pêcheurs, il offre maintenant des divertissements touristiques tels que le kayak, la plongée, la pêche, l'observation des requins baleines pendant les pleines lunes entre avril et juillet de chaque année, ainsi que des bars, de nombreux restaurants et galerie d'art locale.
- Plongée à Gladden Spit depuis Placencia : Les vivaneaux Cubera se regroupent pour frayer à Gladden Spit[8] généralement de 2 jours avant à 12 jours après la pleine lune de mars à septembre avec plus de 10 000 individus. Cet événement attire de nombreux prédateurs tel que des requins baleines[9].
- Placencia Village , accueille le Placencia Lobster Fest, le festival des arts de la péninsule de Placencia, la semaine de Pâques (similaire à la semaine de relâche de la Floride aux États-Unis).
- Lagune de Placencia , avec des lamantins , des dauphins , des raies (la lagune est une pépinière pour certaines espèces de raies), des forêts de mangroves, l' observation des oiseaux en canoë ou en kayak, la pêche (tarpon juvénile , snook, barracuda), des zones humides et des herbiers marins.
- Les ruines mayas de Nim Li Punit et Lubantuum, se trouvant dans le district de Tolède, sont une excursion d'une journée depuis la péninsule de Placencia.
- Cockscomb Basin Wildlife Sanctuary , qui est également une excursion d'une journée depuis Placencia.
- Maya Center Village avec 12 sentiers autoguidés, 100 000 acres (400 km 2) de réserve forestière de jaguars et près de 300 espèces d'oiseaux.
- Réserve archéologique de Mayflower , 3 ruines mayas post-classiques : Mayflower, T'au Witz et Maintzunun et cascades.
- Réserve de la rivière Bladen[10].
- Maya Beach Village est une petite communauté sur la péninsule de Placencia, à mi-chemin entre Placencia Village au sud et Riversdale Village au nord. Le village le plus proche est Seine Bight , une colonie historique de Garifuna. D'environ 2,4 km de long, la zone de Maya Beach est composée de maisons, de petites stations balnéaires et de quelques établissements de vente au détail, dont deux petites épiceries, une demi-douzaine de bars et restaurants et une galerie d'art.
- Placencia est connue pour la plus longue rue principale qui est un trottoir avec de nombreuses boutiques de cadeaux locales, des bars de plage, des hôtels et des cabanes. Visitez le guide de village de Placencia[11] pour des entreprises dans le village.
- Ranguana Caye est une île privée de 2 acres à 18 miles au large de Placencia et une excursion d'une journée et d'une nuit pour ceux qui séjournent dans le village et la péninsule[12].

### Webographie
- Comprehensive FAQ list for those looking to visit: http://www.caribbeanbeachcabanas.com/faqs/
- Best Placencia Blog: http://pureplacencia.blogspot.com/
- Placencia Travel Information - Belize Travel Magazine
- Getting to Placencia-Belize - Tourism Industry Association
- Placencia Village Guide